# Beelzebub
Beelzebub (べるぜバブ, Beruzebabu) est un manga écrit et dessiné par Ryūhei Tamura. Il a été prépublié entre février 2009 et février 2014 dans le magazine Weekly Shōnen Jump de l'éditeur Shūeisha et a été compilé en un total de vingt-huit tomes. La version française est éditée par Kazé depuis avril 2011, et vingt-huit tomes sont sortis en octobre 2015.
Une adaptation en OAV a été diffusée à l'occasion du Jump Super Anime Tour 2010. Une série télévisée d'animation de 60 épisodes produite par le Pierrot+ a ensuite été diffusée entre janvier 2011 et mars 2012 sur Yomiuri TV mais n'adapte toutefois que les 14 premiers tomes du manga. Dans les pays francophones, la série est diffusée en streaming, à la télévision sur Mangas depuis septembre 2012 et distribuée en DVD par Kazé.

## Synopsis
Tatsumi Oga est un délinquant et étudiant au lycée d'Ishiyama. Il est surnommé « L'ogre tueur  » ou « Oga le Fou furieux » par les autres élèves. Un jour, il voit un homme flottant sur un fleuve et décide de le ramener à la rive et à sa grande surprise, le corps de cet homme s'ouvre en deux. En sort un bébé aux cheveux verts, qui se trouve être le fils du Roi des Démons, Kaiser de Emperana Beelzebub IV, surnommé Beel. Oga apprend ainsi qu'il a été choisi pour être son parent, et doit donc élever le bébé jusqu'à ce que celui-ci soit en âge de détruire l'Humanité. C'est la servante et « mère » du bébé, Hildegarde, qui, venant à sa rencontre pour tenter de reprendre le bébé, le lui révèle, après avoir vu que Baby Beel ne voulait pas le lâcher.
Hilda lui dit qu'il est lié par un contrat avec Beel, et l'informe qu'il mourra s'ils sont séparés de plus de 15 mètres. Ne voulant pas assumer sa charge paternelle, et ses responsabilités, Oga cherche à transmettre Baby Beel à quelqu'un d'autre, ce qu'il peut faire si cette personne est plus forte et plus mauvaise que lui. Baby Beel s'attacherait alors à cette personne au lieu d'Oga. Ainsi commence l'histoire de Tatsumi Oga, « père » du futur Roi des Démons et réceptacle de ses pouvoirs.

## Personnages

### Lycée Ishiyama
- Tatsumi Oga (男鹿 辰巳, Oga Tatsumi?)

C'est un jeune lycéen délinquant de première année au lycée Ishiyama (équivalent de la classe de seconde dans la scolarité française). Il n'a qu'un seul ami, Takayuki Furuichi. Présenté comme un bon combattant, il bat quelques camarades de classe et collègues qu'il fait se prosterner devant lui parce qu'ils l'ont attaqué dans son sommeil. Surnommé « Oga le fou furieux », il se débarrasse de tous ses opportunistes en un clin d’œil.
Un jour, il retrouve un bébé au bord de la rivière qui n'est autre que le fils du Grand Seigneur des Démons, son destin est de s'occuper de ce dernier afin qu'il atteigne l'âge adulte. Pour cela il devient son « père », il a été choisi pour devenir le père de Beelzebub parce qu'il possède les qualités du parent idéal pour le futur Roi Démon : la force, l'arrogance et l'égocentrisme. En plus de ses attributs, Oga semble aussi prendre plaisir à tourmenter les autres, bien qu'il se refuse à frapper les filles.
Pendant un temps, Oga cherchera quelqu'un de plus fort et méchant que lui pour pouvoir lui confier Beelzebub et ainsi être libéré du devoir de l'élever jusqu'à aller affronter les racailles du lycée Ishiyama connus sous le nom de TKKH qu'il bat sans trop de mal. Il abandonnera finalement cette idée après avoir affronté les Six Chevaliers de St Ishiyama.
Oga est généralement représenté avec un sourire grotesque et affiche des traits démoniaques lorsqu'il est en colère ou perturbé. Lorsque Oga tente de sourire, il montre un sourire démoniaque et mauvais, ce qui témoigne de son manque de savoir-faire en ce qui concerne les relations sociales. Lors des combats, Oga semble avoir un regard différent. En dehors de ses rares entrées comiques, il est généralement très calme et semble la plupart du temps indifférent aux autres même lorsqu'ils lui prêtent une relation avec Hilda ou Aoi, sa « femme » et son « amante », rendant son ami Furuichi vert de jalousie.
À noter que Oga est la prononciation japonaise du mot francophone et anglophone « ogre ».
- Baby Beel (Beelzebub) (ベル坊, Beru Bō?), de son vrai nom Kaiser de Emperana Beelzebub IV (カイゼル・デ・エンペラーナ・ベルゼバブ4世, Kaizeru De Enperāna Beruzebabu Yonsei?)

Son nom est inspiré de Belzébuth. Il est le futur Seigneur des Démons. Sa mission est de détruire l'Humanité mais il a besoin d'un réceptacle (appelé contractant) humain auquel attribuer son pouvoir dont l'hôte soit cruel et fort. Surnommé Baby Beel, il est très facilement impressionné, surtout par des gens forts puisque lui-même est encore faible et perd contre d'autres bébés ainsi que les chats, voire parfois les insectes dont il a une vraie phobie (on apprend par la suite qu'en réalité son potentiel de combat est très élevé, au point de pouvoir tenir tête à Oga, mais sa couardise et son manque de confiance limitent ses capacités au point de le rendre presque inoffensif). Il adore les choses qui pourraient effrayer les bébés « normaux » comme la violence, la musique heavy et les jouets démoniaques. Lorsque Beel est contrarié, il pleure et cela entraîne une électrocution autour de ceux qui l'entourent. Oga ne doit pas en être séparé de plus de 15 mètres ou bien les pleurs de Beel entraîneront la mort instantanée de son père adoptif, selon Hilda.
On ne sait pas exactement pourquoi son père, le Démon Suprême veut détruire l'Humanité, mais la famille royale du Makai (litt. le monde des démons ou monde magique) semble être composée de gens mentalement déficients, notablement idiots et capricieux, voire parfois pleurnichards. De plus, la plupart du temps, ils parlent et se vantent à tout va (ainsi, Beelzebub refusera de quitter Oga pour des gens vraiment malveillants, des criminels qui n'auraient pas pris soin de lui… or cela nécessite un fond de bienveillance, voire de charité).
- Hilda, de son vrai nom Hildegarde (ヒルデガルダ, Hirudegaruda?)

C'est une démone, servante faisant office de figure maternelle à Beelzebub dans le monde des humains et accompagnée de son oiseau des enfers Akubaba. Elle a pour but d'assister le contractant de son maître dans sa mission et de s'assurer de la sécurité de Beelzebub. En rivalité avec Kunieda, elle est de nature froide mais beaucoup plus attachante envers Beelzebub auquel elle voue une véritable vénération. Son collier lui a été offert par la mère de Beelzebub, pour qu'Hilda prenne soin de son fils si elle devait mourir. Elle a une sœur nommée Yolda avec qui elle entretient une relation de « rivalité », elles ne peuvent s'empêcher de se disputer. Cependant, elles démontrent de l'amour l'une pour l'autre. Hilda se bat avec un parapluie dont le manche sert de fourreau à une lame, elle utilise quelquefois aussi des pouvoirs démoniaques. Sa coiffure cache son œil droit qui a comme particularité d'avoir une bien meilleure acuité visuelle que celui de gauche. Bien qu'elle soit extrêmement forte, elle ne se mêle que très peu aux combats qui n'impliquent que des humains et préfère observer tout cela de loin, il lui arrive de se battre quelquefois notamment contre Aoi ou lorsque l'on s'en prend à son maître devant elle. Personnage féminin principal du manga, Hilda possède une deuxième personnalité qui se manifeste lorsque Baby Beel l'embrasse; elle change alors de caractère passant d'une nature primaire et intransigeante à un tempérament plus doux et naturelle envers Oga, en entretenant avec ce dernier, une liaison globalement ambiguë puisqu'elle l'appelle par son prénom et se présente aux autres comme sa femme allant même à la limite de la confrontation avec Aoi, qui est amoureuse de lui. Dans le tome 16, elle est devenue amnésique, créant une relation avec Baby Beel plus forte et plus sentimentale et elle arrive aussi à sonder l'esprit des gens pour leur dire leur fait.
- Takayuki Furuichi (古市 貴之, Furuichi Takayuki?)

Il est le meilleur ami de Oga. Il aime bien les filles, il est assez pervers mais aussi bien courageux puisqu'il n'hésite pas à secourir une fille en danger. Jaloux du succès d'Oga auprès de la gent féminine notamment Hilda et Aoi, Furuichi est le plus intelligent et le mieux instruit des élèves du lycée… Pourtant, sa note s'élève à peine au-dessus de la moyenne : ce qui laisse perplexe quant au niveau intellectuel des autres délinquants d'Ishiyama. Les autres filles du lycée lui donnent souvent des surnoms grotesques : Furuichin, Lolicon, Flippichi, Creepichi, Pédophile… Il sera poussé par la suite à utiliser des mouchoirs démoniaques qui lui permettent d'établir un contrat temporaire avec l'un des démons de l'escouade de Béhémoth. Avec l'aide des démons, il réussit à vaincre avec une facilité déconcertante Miki, Kanzaki, Himekawa et les MK5. Par la suite, il a littéralement écrasé Tōjō devant tout le monde grâce au pouvoir de Jabberwock. Il finira par invoquer Béhémoth lui-même pour combattre Oga, qui se terminera par un match nul du fait que Béhémoth s'est battu avec le maximum de pouvoirs que le corps de Furuichi pouvait supporter. Oga finira par raconter qu'ils se seraient battus au collège et qu'il est la personne la plus forte qu'il ait jamais combattue depuis que les 34 piliers de Béhémoth les ont attaqués.
Par la suite, il se fera voler le cœur par le démon Lucifer et Shinobu Takamiya (contractant de Lucifer). Son cœur étant en réalité l'incarnation de son âme, Takamiya révèle à Oga que s'il veut sauver son ami, il devra récupérer tous les morceaux de l'âme de Furuichi (puisqu'il l'a découpé en 6 morceaux), avant le lever du soleil, sinon celle-ci montera dans l’au-delà comme toutes les autres. Après avoir récupéré les morceaux d'âme, celle-ci fusionnent en trois petits Furuichi : un Furuichi stratège, un Furuichi sans gêne et un Furuichi débile. Les trois petits Furuichi se disputent, et deux d'entre eux partent en courant de leur côté, Oga doit maintenant les retrouver avant la tombée de la nuit, sous la commande de Mammon, un démon venue à leur aide, qui maintiendra Furuichi « en vie » jusqu'au soir au maximum. Après cela, les morceaux d'âmes se réconcilient, et son âme sera reconstituée.
- Alindolon (バティム・ド・エムナ・アランドロン, Batimu Do Emuna Arandoron?)

Il est celui qui a transporté Beelzebub du monde des démons au monde des humains, c'est un démon mineur des transferts inter-dimensionnels. Pour transporter quelqu'un, il s'ouvre en deux et la personne rentre dans son corps. Il forcera la main de la famille Furuichi, pour qui il semble avoir un faible (ce qui n'est absolument pas réciproque) pour l'héberger. Il a une fille prénommée Angelica que Furuichi trouve belle (on remarque aussi qu'Alain Delon est le nom d'un acteur français).
- Shintarō Natsume (夏目慎太郎, Natsume Shintarō?)

C'est un personnage assez mystérieux qui s’intéresse beaucoup à Oga. On ne sait pas vraiment dans quel camp il est. Il se présente comme étant un homme de main de Kanzaki puis discutera avec Oga de Tōjō. Il stoppera même le complot de Miwa en se battant contre les MK5, qui empêcheront Nene Oomori de raconter la vérité à Kunieda sur un complot et s'en sortira sans une égratignure. Il a l'air d'être assez craint, il semble que certains aient peur en le voyant. Bien que n'ayant aucune influence sur le lycée comme le quadriumvirat TKKH, il semble très fort puisqu'il bat facilement un arriviste d'Ishiyama, Onizuka, qui est supposé être aussi fort que Tōjō et la seule raison qui fait qu'il ne soit pas assigné à un poste important dans la hiérarchie du lycée est simplement qu'il déteste les responsabilités qui incomberaient avec.
- Takeshi Shiroyama (城山武, Shiroyama Takeshi?)

Grand homme imposant avec deux tresses, il est l'un des hommes de main de Kanzaki à qui il voue une fidélité sans limite. Il est honnête et digne de confiance et est prêt à tout pour ce dernier, et on remarquera au fur et à mesure que Kanzaki s'attachera à Shiroyama. L'auteur, Tamura, considère Shiroyama comme « la conscience du lycée » puisqu'il n’a pas l'air d'un voyou ni même se conduit comme tel, il est au contraire très posé et réfléchi avec un immense sens de l'honneur ; ainsi, lorsqu'il bousculera trois élèves de St Ishiyama, qu'il a cru voir embêter des filles de son lycée et se voyant être à l'origine d'un malentendu, il acceptera de recevoir un coup de chaque élève pour se faire pardonner et ne bronchera pas lorsque ces derniers lui balanceront des haltères sur la tête qui l'enverront à l'hôpital.
- Shōji Aizawa (相沢 庄次, Aizawa Shōji?)

Il est l'un des hommes de main de Tōjō. Il se battra contre Oga pour le « tester » et avait l'air de prendre le dessus, mais le combat sera interrompu par un appel téléphonique obligeant Shoji à arrêter son attaque net et à partir. Il a l'air plutôt fort. Durant l'affrontement pour prendre le contrôle d'Ishiyama, il se battra aux côtés de Jinno contre Himekawa et Kanzaki.
- Kaoru Jinno (陣野 かおる, Jinno Kaoru?)

Il est l'un des hommes de main de Tōjō et semble être un homme calme et posé. Il fut assez fort pour mettre K.O, Kanzaki et Himekawa facilement. Durant l'affrontement pour prendre le contrôle d'Ishiyama, il se battra aux côtés de Shoji contre Natsume et perdront tous les deux face à lui.
- Lamia (ラミア, Ramia?)

Lamia est un démon de l'enfer et l'assistante du Dr Forcas Rachmaninov, elle se présente sous l'aspect d'une petite fille aux cheveux roses en blouse d'infirmière. Malgré son air enfantin, elle est impertinente et orgueilleuse mais elle témoigne d'une profonde affection pour Baby Beel et d'un grand respect pour Hilda à l'inverse de Furuichi qu'elle dédaigne au plus haut point à cause de ses vices. Malgré tout, c'est vers lui qu'elle se tourne pour retrouver le frère de Baby Beel lorsque Oga est parti s'entrainer et Hilda n'étant pas en état pour partir à sa recherche. Il faut par ailleurs signaler que par un malentendu, elle se retrouve à son grand désarroi (et celui de son soupirant Maitre En'ō) après avoir été suspectée d'entretenir une relation amoureuse avec Takayuki Furuichi. Lorsque Baby Beel rompra le lien qui le lie à Oga à cause de la fièvre royale, elle aidera ce dernier à le rétablir en lui tirant dessus dans la tête avec un pistolet contenant un cachet spirituel. Elle a une mère dénommée Laymia et qui selon toute vraisemblance, fait partie de la division de Béhémoth.
- Nene Oomori (大森 寧々, Oomori Nene?)

Elle fait partie des Red Tail et exerce la fonction de bras droit de Aoi qu'elle considère comme sa grande sœur après que celle-ci l'ai recueillie lorsqu'elle a fugué étant plus jeune. Comme en témoigne tout le respect qu'elle a pour Aoi, elle ne fait que la vouvoyer. Plus tard, après qu'Aoi ai quitté le poste de chef des Red Tail, elle prendra sa succession en tant que 4e chef des Red Tail avant de le lui restituer. Malgré le fait qu'elle estime Aoi comme étant son aînée, c'est elle qui la protège des ardeurs masculines que pourraient avoir certains au nom de la règle fondamentale des Red Tail qui interdit d'avoir une relation avec un garçon, elle se bat avec des chaînes.
- Chiaki Tanimura (谷村 千秋, Tanimura Chiaki?)

Elle fait partie des Red Tail qu'elle a intégré par admiration pour Aoi. Elle se bat avec quatre pistolets dont deux qu'elle cache sous sa jupe. De même que Nene, elle protège Aoi du moindre garçon qui aurait l'audace de lui faire des avances en leur tirant dessus avec des pistolets à air comprimé mais de façon bien moindre puisqu'elle n'empêche en rien un rapprochement avec Oga. Elle ne parle pas beaucoup et reste le plus souvent spectatrice des actions plus qu'elle n'y prend part. On apprend qu'elle aime les jeux vidéo notamment les jeux en ligne.
- Yuka Hanazawa (花澤由加, Hanazawa Yuka?)

C'est une fille du lycée d'Ishiyama et fait donc partie des Red Tail, elle est dans la classe d'Oga et Furuichi après la destruction du lycée. Elle est reconnaissable par la fleur qu'elle porte dans ses cheveux. Elle est en admiration devant Kanzaki et formera plus tard un binôme avec lui pour le concours de Noël. C'est aussi celle qui a l'esprit le plus mal tourné et propose toujours des idées qui font rougir Aoi tel que « l'opération séduction » qui consiste à promettre aux garçons de leur montrer leurs seins en échange de leur présence aux entraînements de volley-ball.
- Zenjirô Saotome (早乙女禅次郎, Saotome Zenjirou?)

Aussi appelé Maître Zen par ceux qui le connaissent depuis longtemps comme Tôjô et Shizuka. C'est un maître invocateur qui a fait ses études au même lycée qu'Oga des années auparavant mais qui a un lien très fort avec le monde des démons puisqu'il est selon Jabberwock « le champion de la grande guerre ». Il est très fort puisqu'il mettra K.O à la fois Tôjô, Oga et Izuma d'un seul coup, vaincra en combat singulier Hilda et se battra seul contre trois démons. Il est le professeur principal de Oga au lycée et a pour objectif de l'aider à devenir plus fort. Il prendra aussi sous sa garde Black Baby Beel. Il devient le professeur principal de la classe d'Oga lorsqu'elle est transférée temporairement au lycée St Ishiyama après qu'Oga ait détruit le lycée.
- Misaki Oga (男鹿美咲, Oga Misaki?)

C'est la sœur de Tatsumi Oga et la seule qui à le « droit » et aussi le courage de le frapper. C'est une ancienne élève d'Ishiyama mais aussi la première chef et la fondatrice des Red Tail. Elle accepte très vite Hilda chez elle et comme membre de sa famille à part entière. Pendant l'épisode de la fièvre royale contractée par Baby Beel, elle dira à Oga que s'il veut revenir à la maison ce ne sera qu'avec Hilda. Elle adore les glaces.
- Shimokawa (下川, Shimokawa?), connu aussi sous le nom de Good Night Shimokawa (グッドナイト下川, Guddo Naito Shimokawa?)

Shimokawa est un élève de première. Il pense être un expert en anglais mais n'arrive pas à prononcer, voire écrire son mot fétiche Good night (qu'il écrit « Good nait »). Il aime bien les défis, notamment avec des Red Tails d’où il en réclame. Il est aussi en alliance avec les MK5, renommé MK5 + 1 sous sa venue.

#### Le Quadriumvirat TKKH
Le TKKH porte le nom du quatuor qui dominait Ishiyama avant l'arrivée d'Oga : T pour Tojo, les deux K pour Kanzaki et Kunieda et le H pour Himekawa. Oga les affrontera et les battra tous successivement. Le combat contre Kunieda sera quelque peu entaché par un complot la visant mais s'avouera vaincu lorsque le malentendu qui les a poussés à s'affronter sera éclairci. Lorsque l'école sera détruite, ils seront tous transférés dans la même classe et deviendront, au fur et à mesure du temps et des combats qui passent, amis.
- Hajime Kanzaki (神崎 一, Kanzaki Hajime?)

Il fait partie du Quadriumvirat TKKH qui représente les quatre forces d'Ishiyama. Son attaque spéciale est un coup de pied sauté. Il a déjà affronté Oga qui l'a battu. Au début de l'histoire, il s'avère être cruel avec ses disciples notamment Shiroyama, alors qu'après il n'hésite pas à risquer son exclusion pour le venger. Il se querelle souvent avec Himekawa. Il fera par la suite avec Himekawa, cause commune avec Oga contre Tōjō en se battant contre Shōji et Kaoru et se feront aider par Natsume. Son père, Mugen Kanzaki, est le chef d'une mafia et il habite dans une pavillon de style japonais rempli d'hommes de main.
Kanzaki, pour avoir risqué sa vie pour Oga, gagnera son respect ainsi que la marque numéro 1 de son blason.
- Hidetora Tōjō (東条英虎, Tōjō Hidetora?)

Il fait partie du quadriumvirat TKKH qui représente les 4 forces d'Ishiyama et c'est le plus fort des quatre mais il est celui que les jeux de pouvoir au sein d'Ishiyama intéresse le moins. Au début, il prendra sur son aile Baby Beel lorsque celui attrapera la fièvre royale puis il affrontera Oga et le battra. Cette fièvre est facilement attrapée par les démons possédant de grandes réserves de pouvoirs. Durant cette fièvre, les pouvoirs de Beel se développent et il a donc coupé ses liens avec Oga car celui-ci ne peut pas canaliser cette puissance. Plus tard, Oga récupère le bébé grâce à une conversation, mais Beel a halluciné en voyant Tōjō à cause de la fièvre et l'a confondu avec Oga. Il se fera alors battre par Oga après un combat acharné qui conduira à la première destruction du lycée. Quand il était petit, il avait déjà rencontré le « contractant » d'un Seigneur des Démons, c'est par respect pour cet homme qu'il a tatoué sur son bras le sceau royal : Béelze-marque. Il n'est pas souvent à l'école et a de petits boulots mais qu'il occupe avec droiture, il a notamment travaillé sur le chantier de reconstruction d'Ishiyama. Il aime les combats plus que tout et n'hésite jamais à se mesurer à des adversaires qu'il considère comme ayant de la valeur. Il est hautement estimé par Oga bien que celui-ci ne lui dise jamais, car lors de sa première défaite contre Miki c'est lui qu'il vient voir pour faire un combat d'entrainement. Sous plusieurs aspects, c'est celui qui se rapproche le plus d'Oga et le comprend le mieux du fait qu'il fasse presque jeu égal avec lui. Tōjō se fera battre par Himekawa au cours d'un combat (ce qui faisait partie d'un plan de Oga) : après cela, il s’entraînera de nouveau et développera d'autres techniques. Il possède la marque numéro 4 du blason d'Oga.
- Tatsuya Himekawa (姫川竜也, Himekawa Tatsuya?)

Il fait partie du quadriumvirat TKKH qui représente les 4 forces d'Ishiyama. Il est reconnaissable notamment grâce à sa coupe de cheveux en forme de banane qui est une tradition familiale. Il est le fils du président des Himekawa et utilise souvent l'argent pour servir ses intérêts, n'hésitant pas une seule seconde à acheter la société de jeux vidéo pour gagner lors de la confrontation avec En, le frère de Baby Beel ou bien juste corrompre les gens. Il tentera de mettre Oga à son service en prenant Hilda et Furuichi en otage, mais se fera battre et finira à l’hôpital avec Kanzaki. Plus tard, il fera avec Kanzaki cause commune avec Oga contre Tōjō en se battant contre Shoji et Kaoru. Ils se feront aider par Natsume. Par le passé, il a fréquenté une prestigieuse école privée San Marx mais il l'a quittée car il s'ennuyait. Il se fera passer pour un agent double auprès de Takamiya pour aider Oga. Il possède la marque numéro 3 du blason de Oga.
- Aoi Kunieda (邦枝葵, Kunieda Aoi?)

Elle est la Reine du lycée d'Ishiyama, membre du Quadriumvirat TKKH (en japonais, Tōhōshinki, composée du premier kanji de chacun de leur prénom ce qui explique qu'en français, cela ne corresponde que pour Tōjō et donc qu'il y'a une adaptation française TKKH) et considérée comme la femme la plus forte de tout le kantō. Elle est aussi la chef des Red Tails, un groupe qui réunit toutes les filles d'Ishiyama pour se protéger des délinquants. Elle rencontrera Oga pour la première fois au parc et celui-ci lui demandera d'être la mère de Beel durant un duel où Oga n'a fait qu'esquiver ses coups, ce qu'elle interprétera mal. À la suite de ce malentendu, elle tombe amoureuse de lui, elle quittera les Red Tails pour tout reprendre à zéro lorsqu'elle a laissé ses émotions prendre le dessus et s'en prendre à Oga pour un crime qu'il n'avait pas commis. Kunieda semble être l'institutrice d'une école d'arts martiaux japonais anciens (būjutsu) dont son grand-père serait le grand-maître, le style Shingetsu, qui fait appel au kenjutsu, au jūjutsu et aux techniques référant à l'utilisation du ki pour obtenir des effets visuellement impressionnants. Elle se bat avec une arme prolongeant son bras, en général avec un bokken mais à St. Ishiyama, elle se battra avec une règle à cause des règles établies par ce lycée. Bien qu'Oga soit totalement indifférent à elle, la plupart des autres garçons la trouvent ravissante. Elle entretient avec Hilda une relation de rivalité dont cette dernière n'en accorderait aucunement l'intention mais qu'Aoi prend très au sérieux puisqu'elle ne refuse jamais de se mesurer à elle régulièrement. Elle a un petit frère appelé Kōta qui est à la fois l'ami et le rival de Baby Beel. Elle possède la deuxième marque du blason de Oga et utilise Koma, un chien de garde des enfers, au combat.

#### Les six arrivistes d'Ishiyama
Les six arrivistes d'Ishiyama n'apparaissent que lorsque le lycée est reconstruit et ont chacun comme ambition de régner sur celui-ci et donc indirectement battre Oga. Ils ont comme particularité d'être tous en première année de lycée. Ce sont des personnes qui ont profité de la dispersion d'Ishiyama dans tous les lycées du Kanto pour rallier derrière eux le groupe dans lequel ils avaient été placés. Eux-mêmes sont divisés en deux catégories de puissance : les trois rois composés de Akahoshi, Ichikawa, Ringo et les trois bêtes composées de Nasu, Takamiya et Fuji qui sont les plus puissants. Ce sont tous des maîtres invocateurs et/ou des contractants.
- Fūji (藤?)

Il est considéré comme le plus fort des six arrivistes et plus simplement le plus puissant premier année ayant jamais existé. Il vient du lycée Shinkyouku et on apprend qu'il est au service de la Salomon Company qui lui demande de s'occuper de Oga et Baby Beel. Il possède le pouvoir de Satan qui lui permet de battre deux des six arrivistes mais aussi Behemoth. Il a le pouvoir de changer les êtres vivants en pierre et se considère comme un ermite. Il peut lui aussi fusionner avec Satan comme Oga et Baby Beel
- Shinobu Takamiya (鷹宮 忍, Takamiya Shinobu?)

Il est considéré comme l'arriviste le plus puissant après Fūji. Il est l'un des élèves de Zenjûrô Saotome et combat avec Lucifer depuis son enfance. Il a rencontré Lucifer lorsqu'il était enfant, son père avait ramené une boîte dans laquelle se trouvait une petite fille (Lucifer) qui en se réveillant tua toute la famille de Takamiya.
- Yōhei Nasu (奈須洋平, Nasu Yōhei?)

C'est un maître invocateur à qui la Salomon Company lui a prêté du pouvoir. En plus de convoiter la place de meilleur d'Ishiyama, il convoite aussi Baby Beel dont il veut exploiter l'immense potentiel. Il se retournera contre la Salomon Company et se rangera du côté d'Oga avant d'être battu et changé en pierre par Fuji.
- Ebian Ichikawa (市川 蝦庵, Ichikawa Ebian?)

C'est un des trois rois, il se bat avec une épée. Il n'affrontera pas Oga mais se rangera plutôt à ses côtés du fait d'un ennemi commun, la Salomon Company. Malgré cette alliance, il ne perd pas de vue son objectif premier qui est de régner sur Ishiyama.
- Kankurō Akahoshi (赤星 貫九郎, Akahoshi Kankurō?)

Il a comme particularité de ressembler énormément à Oga et c'est lui qui propose une alliance à Oga pour se battre contre la Salomon Company. Il interviendra pour sauver Takamiya avec Ebian. Il combat avec Mammon le démon de l'avarice qui est capable de recoller des morceaux d'âmes séparés du corps.

### Académie St. Ishiyama

#### Six Chevaliers Saints
Ce sont l'élite de l'Académie, ils sont désignés chaque année parmi les élèves les plus forts et les plus intelligents pour faire régner la loi et l'ordre dans le Lycée et ont tout pouvoir pour cela. Ils sont experts dans leur domaine et sont pour la plupart des Présidents de Club. Au début en conflit avec la classe d'Oga pour la simple raison qu'ils les considèrent comme des délinquants, leur différend sera réglé par un match de Volley-Ball avec enjeu le renvoi ou non d'Oga et consort gagné par ces derniers. L'intervention du lycée de Teimô, et d'un ancien ennemis commun de Miki et Oga sera pour beaucoup dans cette réconciliation entre eux. Ensuite les Six Chevaliers les aideront dans la bataille qui les opposent à la division de Béhémoth.
- Kaname Izuma (出馬要, Izuma Kaname?)

Membre le plus fort du groupe, il est également le maître de Miki. Craint et respecté par tous les membres, personne n'ose lui désobéir. Il est l'héritier des techniques ancestrales de l'école d'art martial Izuma Hasshin qu'il enseigne à Miki, et qu'il maîtrise à un point tel qu'il l'utilise lors du match de volley-ball interlycéen, au cours duquel il blessera Kunieda qui essayait de réceptionner les balles surpuissantes qu'il lançait. À sa première apparition, lors de l'affrontement sur le toit, les protagonistes ressentent une énergie comparable à une tempête émanant de lui. Il semble avoir des sentiments pour Shizuka puisque la seule raison pour laquelle il participe à la fête de Noël est de s'opposer au couple Shizuka/Tōjō en s'alliant avec Aoi. En vérité, il est métis puisqu'il est mi-humain et mi-démon, mais on en sait pas plus sur sa situation.
- Shizuka Nanami (七海静, Nanami Shizuka?)

Présidente du club de Tir à l'arc mais démissionne de son poste après la défaite au match de Volley-Ball. Elle est surnommée par certains « Mlle Shizuka » mais n'aime pas être appelée comme ça. C'est la seule fille parmi les Six Chevaliers. Elle semble être le bras droit d'Izuma et même si on ne sait rien de ses capacités, elle semble très forte, car lors de l'affrontement sur le toit elle apparaît sans que personne la voie arriver et arrête Miki d'une seule main, ce qui laisse supposer de sa force. Elle est une amie d'enfance de Tōjō mais possède une relation assez particulière avec lui. On ne la voit jamais se battre, préférant la médiation ou l'intimidation au combat elle n'en reste pas moins une adversaire redoutable, manipulatrice qui se sert de son intelligence pour arriver à ses fins comme peut le témoigner l'épisode de Noël où à elle toute seule elle permet à son binôme de passer l'épreuve du rendez-vous.
- Hisaya Miki (三木久也, Miki Hisaya?)

Élève d'Izuma qui lui a appris les techniques des Huit Dieux, il veut obtenir de la force afin de devenir quelqu'un sur qui on peut compter et afin de battre son ancien modèle : Oga. En effet ce dernier, après l'avoir accepté comme ami, l'aurait frappé en prétendant ne pas le connaître. On apprendra plus tard que c'est le moyen qu'avait trouvé Oga pour le protéger pour qu'un de ses anciens ennemis ne s'en prenne pas à Miki pour se venger lorsqu'il déménagea. Il arrive à se débarrasser de Kanzaki d'un seul coup de poing. Lors de l'affrontement sur le toit, il affrontera Oga, et il semble avoir le dessus, en esquivant tous ses coups de poing, jusqu'à ce que Shizuka et Izuma arrivent et arrêtent les combats.
- Ichiro « Alex Rodriguez » Shinjo (新庄・アレックス・ロドリゲス・一, Shinjo • Arekkusu Rodorigesu • Ichiro?)

Président du club de Boxe, il aurait gagné chacun de ses matchs officiels en un seul coup, il est classé deuxième au classement général national après avoir perdu la finale inter-lycée par forfait car elle se déroulait en même temps que son autre passion, le piano. Il a battu le MK5 très facilement. Néanmoins, lors de la « correction » et d'un coup direct à Oga, celui-ci se releva, et restera même debout après plusieurs enchaînements. Lors de l'affrontement sur le toit, il se fait assommer d'un seul coup par Oga.
- Mitsuteru Sakaki (榊光輝, Sakaki Mitsuteru?)

Président du club de Kendo, il est très habile dans le maniement du sabre et reste constamment les yeux fermés. Lors de sa confrontation avec Kunieda, elle lui coupe son sabre avec seulement une règle. Lors de l'affrontement sur le toit, il est opposé à Himekawa, avec qui le combat reste mitigé, chacun prenant l'avantage chacun son tour.
- Hiromichi Go (郷宏道, Gou Hiromichi?)

Président du club de Radio Amateur, il est baraqué presque autant que Tōjō, il participe à des concours mondiaux de radiogoniométrie qui demandent une endurance physique et mentale. On le voit pour la première fois lors de l'affrontement sur le toit, au cours duquel il se retrouve confronté à Natsume avec qui le combat est équitable. Il est décrit par Kazuya comme le plus violent des Six Chevaliers.

#### Autres élèves
- Kazuya Yamamura (山村 和也, Yamamura Kazuya?)

Surnommé « Kazu », il est fasciné par les délinquants. À l'origine, il a des cheveux noirs et porte des lunettes mais il s'est fait colorer les cheveux, percer les oreilles et ne porte plus ses lunettes. Il est fan d'Oga qu'il appelle même « frangin » et sait tout sur les délinquants d'Ishiyama. Il demande à Oga de le prendre comme petit frère et de l'entraîner pour qu'il devienne plus fort. Il devient ami des délinquants d'Ishiyama.
- Asuza Fujisaki (藤崎梓, Fujisaki Asuza?)

Amie d'enfance de Kazu, elle est mignonne et simplette. C'est grâce à l'admiration de Kazu pour les délinquants qu'elle va pouvoir s'approcher autant des délinquants d'Ishiyama et devenir elle aussi amie avec eux malgré ce que ses amies pensent. Kunieda est fascinée par elle et sa façon d'être aussi naturelle avec les garçons.

### Monde des démons
- Démon Suprême (大魔王, Daimaō?) de son vrai nom Beelzebub III (ベルゼバブ3世, Beruzebabu Sansei?)

C'est le père de Beelzebub et d'En, donc le roi des démons. Son visage est inconnu et toujours masqué. Malgré son côté immature, il semble éprouver de la rancœur envers la race humaine puisque régulièrement, il prévoit de l'exterminer. C'est d'ailleurs pour cette raison que Hilda et Baby Beel sont envoyés sur Terre (avant En). Malgré tout, il se désintéresse de ce sujet, préférant se consacrer à sa passion : les jeux. Parfois il délègue des tâches à Beelzebub et Oga comme récupérer le portrait de la mère de Beelzebub. Il envoie aussi des cadeaux en guise de récompense comme les mouchoirs qui permettent de passer un contrat temporaire avec un démon.
- En (焔?)

Dit Enô dans la version française de l’anime. C'est le grand frère de Baby Beel. Il a été chargé par son père le roi des démons, Démon Suprême, de détruire la Terre. C'est un gamin invétéré mais qui est nul aux jeux vidéo. Au contraire de Beel qui n'a qu'une servante démoniaque, En en possède trois dont la sœur de Hilda, Yolda. Ses pleurs sont bien plus terribles que ceux de Baby Beel puisque c'est une ville qu'il peut détruire s'il verse une larme. Il en pince pour Lamia, sentiments non réciproques. Il a un caractère d'enfant gâté et ne supporte pas de perdre. C'est lors du quiproquo entre Furuichi et Lamia qu'En va décider de rassembler la division de Béhémoth pour se venger.
- Yolda (ヨルダ, Yoruda?)

Il s'agit de la sœur de Hilda et elle lui ressemble énormément. Elle possède le pouvoir très convoité de transfert inter-dimensionnel comme Alindolon mais en plus développé puisqu'elle peut déplacer toute une pièce et modifier son espace, en l'agrandissant par exemple. Elle se bat avec un balai et développe envers Hilda une véritable intention de rivalité, réciproque, due à leur rang de servantes démoniaques pour des maîtres différents. Malgré cela, elles ont de l'affection l'une pour l'autre mais ne le montrent pas publiquement. Yolda sera emprisonnée par Behemoth qui exigera d'elle le transfert de toute la division dans le monde des humains; en échange elle pourra rester près de son maître.
- Isabella (イザベラ, Izabera?)

C'est une des trois servantes démoniaques d’En. Elle est identifiable aux lunettes qu'elle porte et à son livre qui lui sert pour la magie, comme invoquer des objets. À la première rencontre avec Oga, elle invoquera un trône pour qu'En puisse s'asseoir. Avec Satula, elle aidera Ishiyama à s’entraîner et à se battre contre la division de Béhémoth qui les a séparées de leur Maître.
- Satula (サテュラ, Satyura?)

C'est la troisième servante démoniaque d’En. Elle se bat avec un pistolet et lorsqu'elle déploie sa force maléfique, de petites ailes poussent dans son dos. Elle se retournera contre la Division de Béhémoth avec Isabelle lorsque celle-ci les éloignera de leur maître.
- Iris (アイリス, Airisu?)

Il s'agit de la mère de Baby Beel et la maîtresse de Hilda. Contrairement au père de Baby Beel qui fait régulièrement des apparitions dans l'histoire et qui paraît se fiche totalement de ses enfants, Iris apparaît comme une véritable figure parentale. Alors qu'on ne connaît pas le visage du père de Baby Beel, celui d'Iris est montré à travers un tableau qu'Oga et Hilda doivent récupérer à l'ancienne école de Himekawa, San Marx. Plus tard, on apprend qu'elle fait partie de la Salomon Company et qu'elle a quitté les enfers après une dispute avec son mari. Lorsqu'elle retournera chez elle, elle le fera avec Baby Beel et Hilda.

#### Division de Béhémoth
Comme son nom l'indique elle a été fondée par Béhémoth mais a passé le commandement à son fils Jabberwock. La division est composée de 394 membres dont 34 piliers et se bat pour les intérêts de Maitre Eno'ô, elle entrera en conflit avec Ishiyama et St. Ishiyama sous le pseudonyme d'école des démons (Akumano Academy). Chaque membre de la division est reconnaissable par le manteau noir qu'il porte ainsi que les branchies qu'il possède à la place des oreilles.
La division de Béhémoth possède une hierarchie pyramidale qui est la suivante : tout en haut de la pyramide se tient En'ō, le frère de Baby Beel, la division même s'il ne la commande pas directement est sous ses ordres. Ensuite vient le commandant de la division Jabberwock et son second Leymia la mère de Lamia. Les 34 piliers de Béhémoth sont divisés en deux catégories, 10 vicomtes qui ont sous leurs ordres 2 ou 3 Barons et chaque pilier possède aussi un numéro. Le reste de la division sont sous les ordres des 34 piliers. Les vicomtes reçoivent le nom d'un dragon de grande lignée du monde des démons.
- Béhémoth (ベヘモット, Behemotto?)

C'est le fondateur de la division qui porte son nom. Anciennement général de celle-ci, il a cédé sa place à son fils Jabberwock à cause de son âge avancé. Bien qu'il soit un ennemi d'Oga, il ne prendra pas part lui-même au combat. Il combattra Oga une seule fois par l'intermédiaire de Furuichi qui l'a invoqué grâce aux mouchoirs offerts par le père de Baby Beel et ce sera une défaite relative car il n'a pu utiliser toute sa puissance du fait que le corps de Furuichi ne l'aurait supporté.
- Jabberwock (ジャバウォック, Jabawokku?)

Il s'agit du général actuel de la division, connu par certains sous le nom de « Dragon fou ». Son surnom est une référence au poème de Caroll Lewis « Jabberwocky ». Il est reconnaissable à la cicatrice qu'il porte en travers du visage. Comme Hilda avec Akubaba, Jabberwock possède l'équivalent d'une « monture » nommée Sodome qui ressemble à un immense dragon. Il sera invoqué grâce à un mouchoir par Furuichi pour combattre Tōjō qui subira une lourde défaite par K.O.
- Agiel (アギエル, Agieru?)

Elle a comme particularité de se balader en sous-vêtements sous son manteau. C'est une baronne de la division de Béhémoth, elle est chargée de la sécurité de l'école en attendant l'arrivée de la division entière et c'est là qu'elle rencontrera les élèves d'Ishiyama. Comme Aoi, elle se bat avec un sabre et se verra infliger une défaite par celle-ci, ce qui la fera devenir sa rivale. Lors de leur deuxième rencontre, ennuyée par le fait que plusieurs démones se mettent à se battre contre Aoi, elle remettra leur duel à plus tard et se retournera contre la division en faisant alliance avec elle pour les battre. Elle sera invoquée par Furuichi pour se battre contre Kanzaki et Himekawa, combat qui se soldera par une victoire écrasante d'Agiel.
- Leymia (レイミア, Reimia?)

Il s'agit de la mère de Lamia, on n'en sait très peu sur elle car elle n’apparaît que peu de fois dans l'histoire. Elle est une amie d'enfance de Jabberwock, une vicomtesse mais aussi le commandant en second de la division. Elle ne prendra pas part au combat qui opposera la division à Oga et les autres.

## Conception
Ryūhei Tamura souhaitait faire un manga avec un personnage furyô, mais il ne trouvait pas d'idée suffisamment convaincante. À force de dessiner des personnages, il eût l'idée d'ajouter un bébé sur l'épaule du personnage voyou, ce qui permettait d'obtenir un effet humoristique du fait du contraste entre le bébé et le furyô. 
Pour les différents chapitres, l'auteur met généralement trois jours pour la préparation du chapitre, à savoir l'écriture le scénario les nēmu, et quatre pour le dessin final à la main.

## Manga
L'origine de la série est un one shot publié dans le magazine Weekly Shōnen Jump en 2008 et qui a gagné le prix Gold Future Cup (金未来杯, Kin Mirai-hai). La sérialisation a ensuite débuté le 23 février 2009 dans le même magazine. Le dernier chapitre est publié le 24 février 2014 après cinq années de parution. Une série dérivée est publiée entre mai 2014 et mars 2015 dans le magazine Shōnen Jump NEXT!, puis compilée en un unique volume. 

### Fiche technique
- Édition japonaise : Shūeisha
  - Nombre de volumes sortis : 28 (terminé)
  - Date de première publication : juillet 2009
  - Prépublication : Weekly Shōnen Jump
- Édition française : Kazé
  - Nombre de volumes sortis : 28 (terminé)
  - Date de première publication : avril 2011
  - Format : 112 mm x 170 mm
  - Environ 192 pages par volume

## Anime
|  | Épisodes filler (épisodes dont l’histoire ne correspond pas au manga, mais qui suivent la trame originelle). |

|  | Épisodes semi-filler (épisodes dont l’histoire correspond en partie au manga, et suit la trame originale de l’œuvre). |

|  | Épisodes spéciaux (épisodes diffusés spécialement pour des occasions particulières, et dont l’histoire n’a aucun lien avec la trame originale du manga). |

### OAV
Cette OAV a été diffusée à l'occasion du Jump Super Anime Tour 2010.
| No                                                | Titre français             | Titre japonais           | Titre japonais                | Date de 1re diffusion |
| No                                                | Titre français             | Kanji                    | Rōmaji                        | Date de 1re diffusion |
| ------------------------------------------------- | -------------------------- | ------------------------ | ----------------------------- | --------------------- |
| OAV                                               | Ce bébé est un roi démon ? | 拾った赤ちゃんは大魔王!? | Hirotta Aka-chan wa Dai Maō!? | 23 octobre 2010       |
| Note : Cet OAV résume quelques chapitres du manga |                            |                          |                               |                       |

### Série télévisée
La production d'une série télévisée d'animation a été annoncée lors de la publication du chapitre 76 du manga. Elle est produite par le Pierrot+ et réalisée par Noubuhiro Takamoto. La série a débuté le 9 janvier 2011 sur la chaine sur Yomiuri TV et s'est terminée le 25 mars 2012 après soixante épisodes.
Dans les pays francophones, les épisodes sont diffusés quelques heures après la diffusion japonaise sur Kzplay puis éditée en cinq coffrets DVD Kazé. Depuis le 3 septembre 2012, l'anime est diffusé en version française sur la chaîne Mangas.

#### Liste des épisodes
| No                               | Titre français                                                 | Titre japonais                                                    | Titre japonais                                               | Date de 1re diffusion |
| No                               | Titre français                                                 | Kanji                                                             | Rōmaji                                                       | Date de 1re diffusion |
| -------------------------------- | -------------------------------------------------------------- | ----------------------------------------------------------------- | ------------------------------------------------------------ | --------------------- |
| 01                               | J'ai recueilli le diable                                       | 魔王拾いました                                                    | Maō hiroimashita                                             | 9 janvier 2011        |
| [Chapitre 1]                     |                                                                |                                                                   |                                                              |                       |
| 02                               | Le bébé démon aux commandes                                    | 子連れ番長 はじめました                                           | Kodure banchou hajimemashita                                 | 16 janvier 2011       |
| [Chapitre 2]                     |                                                                |                                                                   |                                                              |                       |
| 03                               | N'y a-t-il personne de fort et de violent ?                    | 強くて凶暴なヤロー いませんか?                                    | Tsuyokute kyōbōna yarō imasen ka?                            | 23 janvier 2011       |
| [Chapitres 3-4-23]               |                                                                |                                                                   |                                                              |                       |
| 04                               | L'incontinence du diable une seconde avant le désastre         | 魔王のおもらし 決壊1秒前ですが                                    | Maō no omorashi kekkai 1-byō maedesuga                       | 30 janvier 2011       |
| [Chapitres 5-6]                  |                                                                |                                                                   |                                                              |                       |
| 05                               | Il n'y a rien que l'argent ne puisse acheter                   | お金でかえないものはありません                                    | Okane de kaenai mono wa arimasen                             | 6 février 2011        |
| [Chapitres 6-7-8-9-10]           |                                                                |                                                                   |                                                              |                       |
| 06                               | Le jouet venu des enfers                                       | 魔界のおもちゃ 届きました/お医者さんごっこしました                | Makai no Omocha Todokimashita/ Oisha-san-gokko Shimashita    | 13 février 2011       |
| [Chapitres 12-13]                |                                                                |                                                                   |                                                              |                       |
| 07                               | Première expérience au parc                                    | 魔王も公園デビューします                                          | Maō mo Kōen Debyū Shimasu                                    | 20 février 2011       |
| [Chapitres 10-11]                |                                                                |                                                                   |                                                              |                       |
| 08                               | Nouvelle rencontre                                             | また 出会いました                                                 | Mata Deaimashita                                             | 27 février 2011       |
| [Chapitres 13-14-15]             |                                                                |                                                                   |                                                              |                       |
| 09                               | L'amour est un ouragan                                         | 恋はハリケーンです                                                | Koi wa Harikēndesu                                           | 6 mars 2011           |
| [Chapitres 15-16-17-18-19-20]    |                                                                |                                                                   |                                                              |                       |
| 10                               | Le disciple                                                    | 弟子が到着                                                        | Deshi ga tōchaku                                             | 26 mars 2011          |
| [Chapitre 75.5]                  |                                                                |                                                                   |                                                              |                       |
| 11                               | Il y a bien quelque chose que l'argent ne pouvait acheter      | お金で買えないことができる何かがある!                             | Okane de kaenai koto ga dekiru nani ka ga aru!               | 2 avril 2011          |
| [Filler]                         |                                                                |                                                                   |                                                              |                       |
| 12                               | Je t'empêcherai de dormir !                                    | 今夜は寝かせません                                                | Konya wa Neka Semasen                                        | 9 avril 2011          |
| [Filler]                         |                                                                |                                                                   |                                                              |                       |
| 13                               | Examen d'évaluation                                            | ベル坊 実力テストです ／ ヒルダ 拝啓大魔王様                      | Beru bō Jitsuryoku Tesutodesu/Hiruda Haikei Daimaō-sama      | 16 avril 2011         |
| [Filler]                         |                                                                |                                                                   |                                                              |                       |
| 14                               | Quelqu'un connaît-il des coups spéciaux ?                      | 必殺技、ありますか?                                               | Hissatsu Waza, Arimasuka?                                    | 23 avril 2011         |
| [Filler]                         |                                                                |                                                                   |                                                              |                       |
| 15                               | Les racailles en maillot                                       | 不良が水着に着替えました                                          | Furyō ga Mizugi ni Kigaemashita                              | 1er mai 2011          |
| [Chapitre 23 + Filler]           |                                                                |                                                                   |                                                              |                       |
| 16                               | Tu n'es pas mal pour un homme !                                | なかなか男じゃないですか                                          | Nakanaka Otoko Janaidesu ka                                  | 8 mai 2011            |
| [Chapitres 21-22]                |                                                                |                                                                   |                                                              |                       |
| 17                               | Les devoirs de vacances des enfers                             | 魔界の宿題どうでしょう?                                           | Makai no Shukudai Dōdeshou?                                  | 15 mai 2011           |
| [Chapitres 12-23 + Filler]       |                                                                |                                                                   |                                                              |                       |
| 18                               | Je ne combats plus avec un bébé à bord                         | 子連れ番長、やめました                                            | Kozure Banchō, Yamemashita                                   | 22 mai 2011           |
| [Chapitres 23-24-25-26-27]       |                                                                |                                                                   |                                                              |                       |
| 19                               | Voilà le docteur                                               | 医者が来ました                                                    | Isha ga Kimashita                                            | 29 mai 2011           |
| [Chapitres 27-28-29]             |                                                                |                                                                   |                                                              |                       |
| 20                               | Rassemblement                                                  | 全員集合です                                                      | Zenin Shūgōdesu                                              | 5 juin 2011           |
| [Chapitres 30-31-32-33-34-35]    |                                                                |                                                                   |                                                              |                       |
| 21                               | Qui est le plus fort d'Ishiyama ?                              | 石矢魔(いしやま)最強、どっちでしょう?                             | Ishi ya ma Saikyō, Docchi Deshou?                            | 12 juin 2011          |
| [Chapitres 33-34-35-36-37]       |                                                                |                                                                   |                                                              |                       |
| 22                               | Retraite à la montagne                                         | 山ごもりです                                                      | Yama go mori desu                                            | 19 juin 2011          |
| [Chapitres 38-39-40]             |                                                                |                                                                   |                                                              |                       |
| 23                               | Irrémédiable ?                                                 | ほんまかい                                                        | Honmakai                                                     | 26 juin 2011          |
| [Chapitres 41-42-43]             |                                                                |                                                                   |                                                              |                       |
| 24                               | Me voici, monde formidable                                     | ただいまかい                                                      | Tadaimakai                                                   | 3 juillet 2011        |
| [Chapitres 44-45-46-47]          |                                                                |                                                                   |                                                              |                       |
| 25                               | Un nouveau trimestre commence                                  | 新学期はじまりました                                              | Shin Gakki Hajimarimashita                                   | 10 juillet 2011       |
| [Chapitres 47-48-49]             |                                                                |                                                                   |                                                              |                       |
| 26                               | Appelle-moi frangin                                            | アニキと呼んでもいいですか                                        | Aniki to Yonde mo Iidesu ka                                  | 17 juillet 2011       |
| [Chapitres 50-51]                |                                                                |                                                                   |                                                              |                       |
| 27                               | On l'appelle Magicienne                                        | 魔法少女と呼ばれて                                                | Mahō Shōjo to Yoba Rete                                      | 24 juillet 2011       |
| [Filler]                         |                                                                |                                                                   |                                                              |                       |
| 28                               | Prenons nos mesures                                            | 身体測定してみましょう                                            | Iryō kensa                                                   | 31 juillet 2011       |
| [Filler]                         |                                                                |                                                                   |                                                              |                       |
| 29                               | C'est quoi, les six Chevaliers Saints ?                        | 六騎聖って何ですか？                                              | Rokkisei tte Nandesu ka?                                     | 7 août 2011           |
| [Chapitres 50-51-52-53]          |                                                                |                                                                   |                                                              |                       |
| 30                               | Qui sont les six Chevaliers ?                                  | 六騎聖は誰でしょう？                                              | Roku-ki Kiyoshi wa daredeshou?                               | 14 août 2011          |
| [Chapitres 53-54-55-56-57]       |                                                                |                                                                   |                                                              |                       |
| 31                               | Aucune conclusion n'a été atteinte !                           | 決着、つきませんでした                                            | Ketchaku, Tsukimasendeshita                                  | 28 août 2011          |
| [Chapitres 57-58-59-60-61]       |                                                                |                                                                   |                                                              |                       |
| 32                               | Qu'est-il arrivé à la nouvelle élève ?                         | 転校少女に ナニが起こりましたか?                                  | Tenkō Shōjo ni Nani ga Okorimashita ka?                      | 4 septembre 2011      |
| [Chapitres 61-62-63-64]          |                                                                |                                                                   |                                                              |                       |
| 33                               | La blessure du passé                                           | 過去に傷ありました                                                | Kako ni Kizu Arimashita                                      | 11 septembre 2011     |
| [Chapitres 64-65-66-67-68]       |                                                                |                                                                   |                                                              |                       |
| 34                               | Désolé pour le dérangement                                     | ﾒｲﾄﾞお騒がせします                                                | Meido Osawagase Shimasu                                      | 18 septembre 2011     |
| [Chapitre 69 + Filler]           |                                                                |                                                                   |                                                              |                       |
| 35                               | C'est l'heure du match                                         | 試合開始の時間です                                                | Shiai Kaishi no Jikan desu                                   | 25 septembre 2011     |
| [Chapitres 69-70-71-72-73]       |                                                                |                                                                   |                                                              |                       |
| 36                               | Comptes enfin réglés                                           | 決着、やっとつきました                                            | Ketchaku, Yatto Tsukimashita                                 | 2 octobre 2011        |
| [Chapitres 73-74-75-76]          |                                                                |                                                                   |                                                              |                       |
| 37                               | Il était professeur                                            | その男、先生でした                                                | Sono otoko, sensei deshita                                   | 9 octobre 2011        |
| [Chapitres 77-78-79-80]          |                                                                |                                                                   |                                                              |                       |
| 38                               | Dispute entre frères                                           | 兄弟ゲンカ、始めました                                            | Kyoudai-genka, hajimemashita                                 | 16 octobre 2011       |
| [Chapitres 79-80-81-82]          |                                                                |                                                                   |                                                              |                       |
| 39                               | Le grand frère était un pleurnichard                           | 兄は泣き虫でした                                                  | Ani wa nakimushi deshita                                     | 23 octobre 2011       |
| [Chapitres 82-83 + Filler]       |                                                                |                                                                   |                                                              |                       |
| 40                               | De nouveaux venus guère bienvenus                              | 刺客は客ではありません                                            | Shikyaku wa kyaku de wa arimasen                             | 30 octobre 2011       |
| [Chapitres 82-83-84]             |                                                                |                                                                   |                                                              |                       |
| 41                               | Situation désespérée. Que fait-on ?                            | 絶体絶命どうしましょう                                            | Zettai zetsumei dou shimashou                                | 6 novembre 2011       |
| [Chapitres 82-85-86-87]          |                                                                |                                                                   |                                                              |                       |
| 42                               | C'est l'heure de l'entraînement                                | 修業の時間ですよ                                                  | Shugyou no jinkan desu yo                                    | 13 novembre 2011      |
| [Chapitres 88-89-90]             |                                                                |                                                                   |                                                              |                       |
| 43                               | Où est passé son frère ?                                       | 兄はどこへ消えたのでしょう？                                      | Ani wa doko e kieta no deshou ?                              | 20 novembre 2011      |
| [Chapitres 89-90-91-92-93]       |                                                                |                                                                   |                                                              |                       |
| 44                               | Il faut devenir plus fort                                      | 強くならなきゃいけません                                          | Tsuyoku naranakya ikemasen                                   | 27 novembre 2011      |
| [Chapitres 91-92-93-94-95-96]    |                                                                |                                                                   |                                                              |                       |
| 45                               | Les jeux vidéo, c'est une heure par jour maximum               | ゲームは一日１時間までです                                        | Geemu wa ichinichi ichijikan made desu                       | 4 décembre 2011       |
| [Chapitres 95-96-97-98]          |                                                                |                                                                   |                                                              |                       |
| 46                               | Enflamme-toi ! Super transformation !                          | 燃えろ, 超絶合体!                                                 | Moero, Chouzetsu Gattai!                                     | 11 décembre 2011      |
| [Chapitres 97-98-99-100-101-115] |                                                                |                                                                   |                                                              |                       |
| 47                               | Désolée d'avoir été si longue                                  | お待たせしました                                                  | Omataseshimashita                                            | 18 décembre 2011      |
| [Chapitres 102-103-104-105-115]  |                                                                |                                                                   |                                                              |                       |
| 48                               | Je suis son père                                               | オレが親です                                                      | Ore ga oya desu                                              | 25 décembre 2011      |
| [Chapitres 106-107-108-109-110]  |                                                                |                                                                   |                                                              |                       |
| 49                               | Spécial nouvel an ! Beel Beel ou le voyage en Occident         | べるぜバブお正月スペシャル！ベルベル西遊記                        | Beruzebabu shinnen spesharu! Beruberu sayu kida              | 8 janvier 2012        |
| 50                               | Aujourd'hui le contenu est un peu différent                    | 今日は中身が違います                                              | Kyo wa nakami shiga imasu                                    | 15 janvier 2012       |
| [Chapitres 110-111-112-113]      |                                                                |                                                                   |                                                              |                       |
| 51                               | Le chien de garde regarde                                      | コマ犬様が見てる                                                  | Komaimu sama ga miteru                                       | 22 janvier 2012       |
| [Chapitres 114-115]              |                                                                |                                                                   |                                                              |                       |
| 52                               | Et les racailles disparurent                                   | そして不良は誰もいなくなりました                                  | Soshite sonogo wa hikō wa nakatta                            | 29 janvier 2012       |
| [Filler]                         |                                                                |                                                                   |                                                              |                       |
| 53                               | La première conquête de Baby Beel / Furuichi tombe amoureux    | Ａ「ベル坊 はじめての征服」 Ｂ「古市 恋しました」                 | Akachan beruzebubu-hatsu no seifuku/ Furuichi wa koiniochiru | 5 février 2012        |
| [Filler]                         |                                                                |                                                                   |                                                              |                       |
| 54                               | Black Beel a grandi                                            | 黒ベル坊、育ちました                                              | Burakku beruboo, sodachimashita                              | 12 février 2012       |
| [Filler]                         |                                                                |                                                                   |                                                              |                       |
| 55                               | J'ai perdu ma banane / Le démon suprême en visite              | Ａ「リーゼント、なくしちゃいました」 Ｂ「大魔王、来ちゃいました」 | Riizento, nakushicha imashita / Daimaou, kichaimashita       | 19 février 2012       |
| [Filler]                         |                                                                |                                                                   |                                                              |                       |
| 56                               | Es-tu un traître ? / Est-ce un moment pour un homme...         | Ａ「裏切りですか」 Ｂ「男たちの番か・・・」                       | Uragiri desu ka / Otokotachi no ban ka . . .                 | 26 février 2012       |
| [Filler]                         |                                                                |                                                                   |                                                              |                       |
| 57                               | Tu veux un manjû ? / Tu ne veux pas aller dans un bain mixte ? | Ａ「饅頭、食べませんか？」 Ｂ「混浴、しませんか？」               | Manjū, tabemasen ka? / Konyoku, shimasen ka?                 | 4 mars 2012           |
| [Filler]                         |                                                                |                                                                   |                                                              |                       |
| 58                               | L'institut D.Daimont ouvre ses portes                          | 悪魔野学園、開校しました                                          | Akumano Gakuen, kaikō shimashita                             | 11 mars 2012          |
| [Chapitres 116-117-118-123]      |                                                                |                                                                   |                                                              |                       |
| 59                               | Nous sommes les plus forts                                     | オレたちが最強です                                                | Oretachi ga saikyō desu                                      | 18 mars 2012          |
| [Chapitres 119-120-121]          |                                                                |                                                                   |                                                              |                       |
| 60                               | Ce n'est pas un adieu                                          | さよならは言いません                                              | Sayonara wa iimasen                                          | 25 mars 2012          |
| [Filler]                         |                                                                |                                                                   |                                                              |                       |

#### Musiques
| Générique | Épisodes | Début                               | Début            | Fin                             | Fin            |
| Générique | Épisodes | Titre                               | Artiste          | Titre                           | Artiste        |
| --------- | -------- | ----------------------------------- | ---------------- | ------------------------------- | -------------- |
| /         | OAV      | Praise☆ The Boss Appears! Beelzebub | Takeuchi Hiroaki |                                 |                |
| 1         | 1 – 10   | DaDaDa                              | Group Tamashii   | Answer                          | no3b           |
| 2         | 11 – 23  | Hajimaru no wa, Sayounara           | ON/OFF           | Tsuyogari                       | Shōko Nakagawa |
| 3         | 24 – 35  | Hey!!                               | Flow             | Nanairo Namida                  | Tomato n'Pine  |
| 4         | 36 – 48  | Baby U!                             | MBLAQ            | Papepipu♪ Papipepu♪ Papepipupo♪ | Nozomi Sasaki  |
| 5         | 49 – 60  | Only You - Kimi to no Kizuna        | Lc5              | Shojo Traveler                  | 9nine          |

### Mini-séries DVD

#### Cours! Détective Baby Beel!
| No | Titre français                                              | Titre japonais         | Titre japonais                       | Date de 1re diffusion |
| No | Titre français                                              | Kanji                  | Rōmaji                               | Date de 1re diffusion |
| -- | ----------------------------------------------------------- | ---------------------- | ------------------------------------ | --------------------- |
| 1  | Les odeurs de meurtre comme Korokke                         | 殺しはコロッケの匂い   | Koroshi wa korokke no nioi           | 29 juin 2011          |
| 2  | Baby Beel devient un magnifique détective                   | 華麗なるベル坊刑事     | Karei naru Berubō deka               | 27 juillet 2011       |
| 3  | A la poursuite de la femme des Red Tail                     | 赤いシッポの女を追え   | Akai shippo no onna o oe             | 24 août 2011          |
| 4  | L'incident a été tenu à l'écart dans la salle de conférence | 事件は会議室で以下省略 | Jiken wa kaigishitsu de ika shōryaku | 28 septembre 2011     |
| 5  | Détective Baby Beel meurt dans l'obscurité ?!               | ベル坊刑事、暁に死す!? | Berubō deka, akatsuki ni shisu!?     | 26 octobre 2011       |
| 6  | Adieu, détective Baby Beel                                  | さらばベル坊刑事       | Saraba Berubō deka                   | 23 novembre 2011      |

#### Pionnier! Baby Beel et les Shinsengumi!
| No | Titre français                                    | Titre japonais       | Titre japonais               | Date de 1re diffusion |
| No | Titre français                                    | Kanji                | Rōmaji                       | Date de 1re diffusion |
| -- | ------------------------------------------------- | -------------------- | ---------------------------- | --------------------- |
| 1  | Situation ! Les Shinsengumi arrivent maintenant ! | 風雲!新撰組いざ参る! | Fūun! Shinsengumi iza mairu! | 21 décembre 2011      |
| 2  | Perturbation ! Un nouveau mystère !               | 動乱!新たな謎!       | Dōran! Aratana nazo!         | 25 janvier 2012       |

### Doublage
| Personnages              | Personnages              | Voix japonaises    | Voix françaises     |
| ------------------------ | ------------------------ | ------------------ | ------------------- |
| Tatsumi Oga              | Tatsumi Oga              | Katsuyuki Konishi  | Benjamin Pascal     |
| Takayuki Furuichi        | Takayuki Furuichi        | Takahiro Mizushima | Arnaud Laurent      |
| Hildegarde « Hilda »     | Hildegarde « Hilda »     | Shizuka Itō        | Isabelle Volpe      |
| Batim do Emuna Alindolon | Batim do Emuna Alindolon | Wataru Takagi      | Marc Bretonnière    |
| Baby Beel                | Baby Beel                | Miyuki Sawashiro   | Caroline Combes     |
| Ryûichi Sanada           | Ryûichi Sanada           | Tomoyuki Higuchi   | Alexandre Coadour   |
| Démon Suprême            | Démon Suprême            | Hiroki Takahashi   | Benoît DuPac        |
| Yuka                     | Yuka                     | Haruka Tomatsu     | Caroline Combes     |
| Miwa                     | Miwa                     | Keisuke Fujii      | Bruno Méyère        |
| Mère d'Oga               | Mère d'Oga               | Rie Takahashi      | Christine Pâris     |
| Ikari, MK5               | Ikari, MK5               | Shō Sudō           | Damien Da Silva     |
| Hajime Kanzaki           | Hajime Kanzaki           | Tomokazu Sugita    | Eric Peter          |
| Abe « Killer Machine »   | Abe « Killer Machine »   | Takayuki Kondō     | Frédéric Souterelle |
| Shintarô Natsume         | Shintarô Natsume         | Daisuke Kishio     | Grégory Laisné      |
| Ryûji Sanada             | Ryûji Sanada             | Teruyuki Tanzawa   | Jérémy Zylberberg   |
| Hidetora Tojo            | Hidetora Tojo            | Tomokazu Seki      | Jochen Hägele       |
| Shiroyama                | Shiroyama                | Kenji Nomura       | Julien Chatelet     |
| Tatsuya Himekawa         | Tatsuya Himekawa         | Seirō Ogino        | Martial Le Minoux   |
| Chiaki                   | Chiaki                   | Aoi Yūki           | Nathalie Bienaimé   |
| Aoi Kunieda              | Aoi Kunieda              | Aki Toyosaki       | Pascale Chemin      |
| Shimokawa « Good Night » | Shimokawa « Good Night » | Hidenori Takahashi | Philippe Roullier   |
| Misaki Oga               | Misaki Oga               | Sayaka Kinoshita   | Virginie Ledieu     |
| Nene Omori               | Nene Omori               | Ayahi Takagaki     | Virginie Ledieu     |
| Kaoru Jinno              | Kaoru Jinno              | Kentarō Tone       | Yann Pichon         |
| Angelica                 | Angelica                 | Haruka Tomatsu     | Brigitte Aubry      |
| Kazuya Yamamura          | Kazuya Yamamura          | Shintarō Asanuma   | Adrien Solis        |
| Kaname Izuma             | Kaname Izuma             | Kenji Fukuda       | Jean-Pierre Leblan  |
| Shizuka Nanami           | Shizuka Nanami           | Haruna Ikezawa     | Marie Nonnenmacher  |
| Alex Shinjo              | Alex Shinjo              | Daisuke Hirakawa   | Jean-Marc Montalto  |
| Enô                      | Enô                      | Sayaka Kinoshita   | Jackie Berger       |
| Isabella                 | Isabella                 | Mina               | Catherine Desplaces |
|                          |                          |                    |                     |

- Version française
  - Directeur artistique : Bruno Méyère[10]
  - Société de doublage : WanTake[10]
  - Traduction des dialogues : Yukio Reuter[10]

## Produits dérivés

### DVD
Depuis septembre 2012, la série animée Beelzebub est éditée en DVD par Kazé. L'intégrale de la série comporte cinq coffrets de 12 épisodes chacun.
1. Beelzebub Box 1 est sorti le 26 septembre 2012[11];
2. Beelzebub Box 2 est sorti le 5 décembre 2012[12];
3. Beelzebub Box 3 est sorti le 6 février 2013[13];
4. Beelzebub Box 4 est sorti le 24 avril 2013[14];
5. Beelzebub Box 5 est sorti le 5 juin 2013[15].

### Publications
- One shot

Un one shot d’histoires courtes, contenant le pilote de la série Beelzebub est sorti au Japon le 2 septembre 2011. Le one-shot est sorti en version française sous le nom Beelzebub et autres histoires maléfiques le 22 août 2012 chez Kazé.
- Autres

Beelze Saga est sorti le 31 janvier 2011 au Japon.
大長編べるぜバブ est sorti le 2 mai 2011 au Japon.
大長編べるぜバブ　2 est sorti le 2 décembre 2011 au Japon.

### Jeu vidéo
Tatsumi Oga avec Baby Beel sont l'un des personnages jouables du jeu vidéo J-Stars Victory Vs sorti sur PlayStation 3 PlayStation 4 et PlayStation Vita en mars 2014.

## Anecdotes
À la fin du premier tome de Beelzebub, Tamura Ryuuhei déclara ceci à propos d'une conversation qu'il a eu avec Toshiaki Iwashiro : « Quand je pense qu'on avait parlé de ce scénario ensemble sur le ton de la plaisanterie et que finalement, mon responsable éditorial l'a pris au sérieux et a demandé officiellement son accord à Iwashiro sensei… Sur le coup j'avais de gros doutes. Finalement, il a accepté avec beaucoup de générosité. » 
Également à la fin du premier tome, on peut apprécier un dessin d'Iwashiro sous forme d'encouragements ou il représente Amamiya de Psyren tenant le hochet de Oga avec la tête d'Ageha version Baby Beel perché « au balcon » (d'Amamiya) selon les mots de Tamura.